# Glaucocystis
Glaucocystis ist eine Algen-Gattung aus dem Stamm der Glaucophyta.

## Beschreibung
Glaucocystis bildet elliptische, unbewegliche Zellen mit einem Zellkern, mehreren sternförmig angeordneten, blaugrünen Cyanellen und kontraktile Vakuolen. Die Zellen leben selten einzeln, sondern meist in Gruppen zu zwei, vier, acht oder 16 Autosporen. Die Zellwand kann an den Zellpolen verdickt sein.

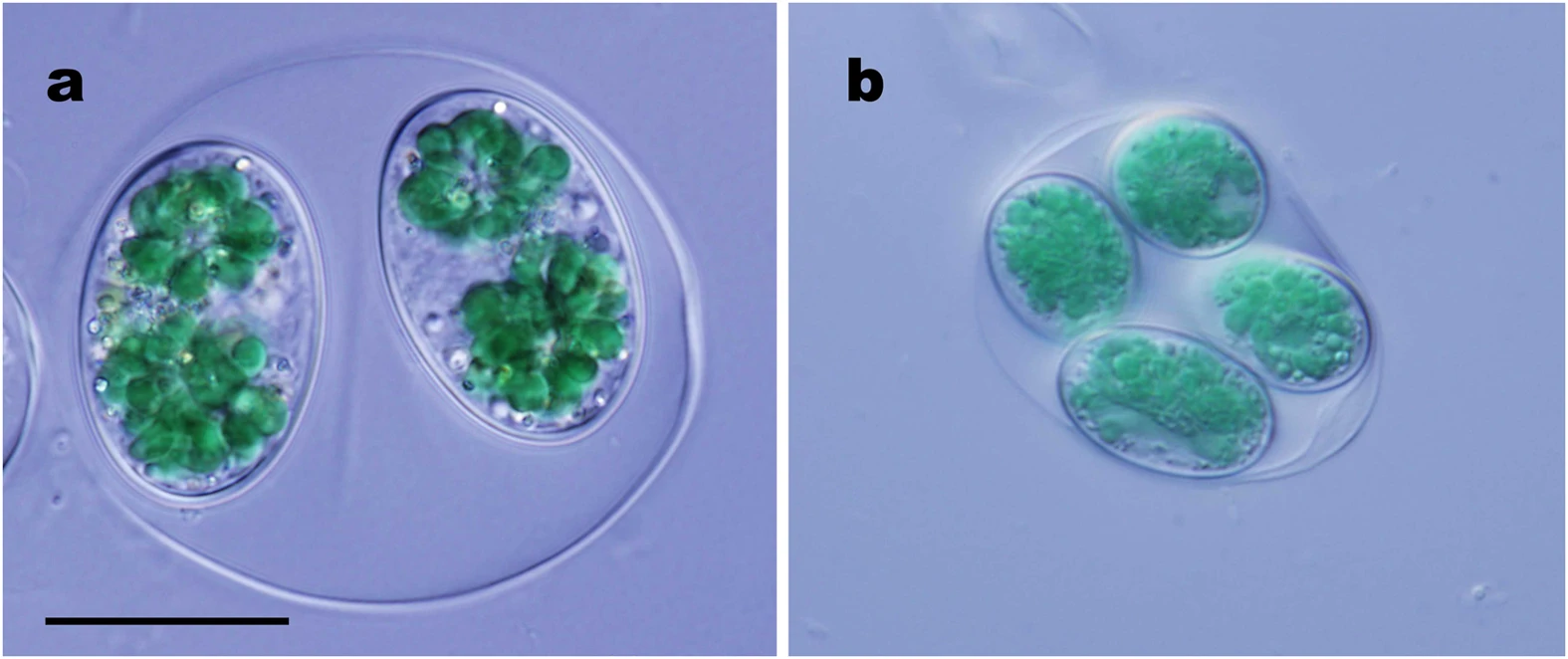
„G. geitleri“ SAG 229-1 (links), G. nostochinearum SAG 16.98 (rechts). Balken 20 µm (gilt für beide).

Die Zellen von Glaucocystis enthalten zahlreiche bandförmige, blaugrün gefärbte Einschlüsse, die als Cyanellen bezeichnet werden. Früher hielt man sie für endosymbiotische Cyanobakterien und gab ihnen sogar einen eigenen Gattungsnamen. Sie besitzen in der Tat noch einen Zellwandrest aus Peptidoglycan, was typisch für Blaualgen ist, und enthalten eine eigene DNA. Die Cyanellen-DNA von Cyanophora paradoxa, einer anderen Art der Glaucocystaceae, enthält aber nur ein Zehntel der Gene, die auf der DNA frei lebender Cyanobakterien gefunden wurde. Die Cyanellen-DNA ist damit ähnlich groß wie die DNA der Plastiden von Algen und Gefäßpflanzen und stimmt auch im Genbestand mit diesen weitgehend überein. Cyanellen sind außerhalb der Wirtszellen nicht lebensfähig, sind daher keine Blaualgen, und müssen als spezielle Plastiden der Glaucophyta bezeichnet werden.

## Fortpflanzung
Die ungeschlechtliche Vermehrung erfolgt über zwei bis zehn Autosporen, die eine Weile in der Mutterzellwand verbleiben.
Geschlechtliche Fortpflanzung ist nicht bekannt.

## Verbreitung
Glaucocystis lebt überwiegend in Moorgewässern, häufig zwischen Sphagnum-Polstern.

## Arten
Anbei eine Auswahl an Arten nach AlgaeBase, nebst Vorschlägen nach NCBI (in Anführungszeichen): – Stand: 11. Oktober 2021
- Glaucocystis bhattacharyae T.Takahashi & Nozaki, 2016
- Glaucocystis bullosa (Kützing) Wille, 1919
- Glaucocystis caucasica D.A.Tarnogradskii, 1957
- Glaucocystis cingulata Bohlin, 1897
- Glaucocystis duplex Prescott, 1944
- Glaucocystis incrassata (Lemmermann) T.Takahashi & Nozaki, 2016
- Glaucocystis indica R.J.Patel, 1981
- Glaucocystis miyajii T.Takahashi & Nozaki, 2016
- Glaucocystis molochinearum Geitler

- Glaucocystis nostochinearum Itzigsohn, 1866 – Typus, mit Synonym „G. geitleri“  Pringsheim[1]
- Glaucocystis oocystiformis Prescott, 1944
- Glaucocystis reniformis B.N.Prasad & P.K.Misra, 1992
- Glaucocystis simplex D.A.Tarnogradskii, 1959
- „Glaucocystis sp. ARP-2014“
- „Glaucocystis sp. BBH“
- „Glaucocystis sp. BC-2016“